# Sebastes baramenuke
Sebastes baramenuke és una espècie de peix pertanyent a la família dels sebàstids i a l'ordre dels escorpeniformes.

## Descripció
Fa 40 cm de llargària màxima.

## Reproducció
És de fecundació interna i vivípar.

## Alimentació
El seu nivell tròfic és de 3,09.

## Hàbitat i distribució geogràfica
És un peix marí, demersal (entre 100 i 500 m de fondària) i de clima temperat, el qual viu al Pacífic nord-occidental: el krai de Primórie (Rússia), el nord del Japó i Corea del Sud, incloent-hi el mar del Japó.

## Observacions
És inofensiu per als humans i el seu índex de vulnerabilitat és alt (65 de 100).